# Señorita México
Señorita México fue el concurso de belleza nacional llevado a cabo en México desde 1952  hasta el año de su disolución en el 2000. Fue transmitido en sus inicios por Telesistema Mexicano (hoy Televisa) hasta 1991, posteriormente fue transmitido por TV Azteca hasta 1997 cuando Telemundo transmitió el certamen. Fue el concurso más importante de México en la década de los 70 y 80 y también el responsable de enviar a las candidatas respectivas a los concursos más importantes a nivel internacional: Miss Universo, Miss Mundo y Miss Internacional, entre otros. La última Reina Nacional fue Irma Mariana Ríos Franco de Aguascalientes.
La organización nacional logró los siguientes títulos internacionales: 
- Rosa Gloria Chagoyán - Miss Caribe 1973
- Ana María García - Señorita América Latina 1980
- Ana Patricia Núñez - Virreina Internacional del Café 1981
- María Eugenia Alamilla - Miss Iberoamérica 1982
- Diana Mateos - Teenager Panamericana 1983
- Carmen León - Virreina Internacional del Café 1983
- Lorena Mora - Reina de la Primavera en América 1985
- Frine Domínguez - Miss Piel Canela Internacional 1985
- Lorenia Burruel - Miss América Latina 1987
- Fabiola Martínez - Miss Piel Canela Internacional 1987
- Norma Ramos - Miss Teenage Panamericana 1987
- Angélica Ruiz - Reina Mundial del Banano 1990
- Lupita Jones - Miss Universo 1991
- Mónica Monreal - Miss Hispanidad Internacional 1992
- Ana María Quevedo - Reina Mundial del Turismo 1993
- Elena Reidman - Beauty of the Globe 1993
- Sofía Gasque- Reina Internacional del Mar 1993
- Araceli Zamora - Reina Internacional de la Cosecha 1993
- Yadira Ríos - Reina Mundial del Banano 1993
- Angélica Escobar - Miss Mesoamérica International 1993
- Faviola Rovirosa - Miss Hispanidad Internacional 1995
- Claudia Hernández - Maja del Mundo 1995
- Kasteny de la Vega - Queen of the Year International 1997
- Michelle Chen - Dream Girl of the World 1998
- Michelle Chen - Miss Piel Dorada Internacional 2000

## Historia
En 1952 el presidente de México en ese entonces Miguel Alemán Valdés ordenó la creación de un certamen de belleza debido a la invitación de parte del recién creado certamen internacional Miss Universo, lo cual tendría como presidente al Sr. Carlos Guerrero quien fue el Fundador y dueño del certamen hasta su disolución, además de cofundador del certamen Miss Universo, así fue como nació "Miss México" de la mano de Mónica Marbán como Coordinadora Nacional. Esos años la sociedad era muy reservada y no se aceptaba como tal un certamen de belleza, "Miss México" se fundó con la intención de darle promoción a México como destino turístico.
Aun así con críticas y prejuicios se realizó el primer concurso nacional resultando ganadora la primera "Miss México" Olga Llorens Pérez originaria del estado de Chihuahua. Ella representaría al país en el primer Miss Universo realizado en Long Beach, California, y para su suerte logró ser semifinalista y la primera mexicana en lograr dicho pase.
En 1959, luego de una polémica final nacional, el certamen fue suspendido por 5 años y no regresaría, si no hasta 1965 bajo su nuevo nombre "Señorita México". El certamen poco a poco fue ganando fama nacional e internacional, tuvo como conductor en repetidas ocasiones a Raúl Velasco e incluso el concurso se llevó a cabo dentro del programa dominical de Siempre en domingo el cual era transmitido a toda Hispanoamérica, logrando gran popularidad.
En 1991 al fin el certamen logra su primer triunfo con Lupita Jones de Baja California al coronarse como Miss Universo 1991 siendo la primera mexicana en lograr dicha distinción, hasta ese entonces. Carlos Guerrero fue el director y dueño del concurso "Señorita México", el cual se desmoronó paulatinamente tras el triunfo de Lupita Jones como Miss Universo 1991 y la publicación de su libro "Palabra de Reina" donde la misma Jones denunciaba varias irregularidades en torno al apoyo de las reinas de belleza en el entonces.
En 1994 Guerrero perdió la franquicia de Miss Universo ya que la Organización Internacional empezó a cobrar una franquicia por enviar delegadas a dicho certamen, por lo que el Sr. Carlos Guerrero se rehusó a pagar y Televisa compró los derechos de la franquicia junto a Lupita Jones.
El Sr. Carlos Guerrero fundador y dueño del certamen nacional murió en el 11 de octubre de 2012 víctima de cáncer.

## Ganadoras del Certamen
| Año  | Ganadora                                                                              | Estado                 | Sede del Evento                                             | Fecha                    |
| 1952 | Olga Llorens Pérez-Castillo                                                           | Chihuahua              | Club Hispano Mexicano, Ciudad de México                     | 30 de marzo de 1952      |
| 1953 | Ana Bertha Lepe Jiménez †                                                             | Jalisco                | Auditorio de Televicentro, Ciudad de México                 | 31 de mayo de 1953       |
| 1954 | Elvira Castillo Olvera †                                                              | Distrito Federal       | Auditorio de Televicentro, Ciudad de México                 | 13 de junio de 1954      |
| 1995 | No se realizó concurso                                                                | No se realizó concurso | No se realizó concurso                                      | No se realizó concurso   |
| 1956 | Erna Marta Baumann Keller                                                             | Distrito Federal       | Auditorio de Televicentro, Ciudad de México                 | 6 de junio de 1956       |
| 1957 | Irma Arévalo Toust                                                                    | Distrito Federal       | Auditorio de Televicentro, Ciudad de México                 | 9 de julio de 1957       |
| 1958 | Elvira Leticia Risser Corredor                                                        | Tamaulipas             | Auditorio de Televicentro, Ciudad de México                 | 12 de julio de 1958      |
| 1959 | Mirna García Dávila                                                                   | Distrito Federal       | Auditorio de Televicentro, Ciudad de México                 | 11 de julio de 1959      |
| 1960 | María Concepción Villar y Dondé                                                       | Distrito Federal       | Designada                                                   | Designada                |
| 1961 | No se realizó concurso                                                                | No se realizó concurso | No se realizó concurso                                      | No se realizó concurso   |
| 1962 | No se realizó concurso                                                                | No se realizó concurso | No se realizó concurso                                      | No se realizó concurso   |
| 1963 | No se realizó concurso                                                                | No se realizó concurso | No se realizó concurso                                      | No se realizó concurso   |
| 1964 | No se realizó concurso                                                                | No se realizó concurso | No se realizó concurso                                      | No se realizó concurso   |
| 1965 | Jeanine Acosta Cohen                                                                  | Distrito Federal       | Hotel María Isabel, Ciudad de México                        | 2 de julio de 1965       |
| 1966 | No se realizó concurso                                                                | No se realizó concurso | No se realizó concurso                                      | No se realizó concurso   |
| 1967 | Valentina Vales Duarte                                                                | Yucatán                | Hotel María Isabel, Ciudad de México                        | 1 de julio de 1967       |
| 1968 | Perla Olivia Aguirre Muñoz                                                            | Distrito Federal       | Hotel María Isabel, Ciudad de México                        | 25 de mayo de 1968       |
| 1969 | Gloria Leticia Hernández Martín del Campo                                             | Guanajuato             | Hotel Camino Real, Ciudad de México                         | 4 de julio de 1969       |
| 1970 | Libia Zulema López Montemayor †                                                       | Sinaloa                | Hotel Camino Real, Ciudad de México                         | 15 de mayo de 1970       |
| 1971 | María Luisa López Corzo                                                               | Distrito Federal       | Hotel Camino Real, Ciudad de México                         | 15 de mayo de 1971       |
| 1972 | Maricarmen Orozco Quibrera                                                            | Chihuahua              | Hotel Camino Real, Ciudad de México                         | 13 de mayo de 1972       |
| 1973 | Gladys Rossana Villares Moreno                                                        | Yucatán                | Hotel Camino Real, Ciudad de México                         | 9 de junio de 1973       |
| 1974 | Guadalupe del Carmen Elorriaga Valdez                                                 | Sinaloa                | Hotel Camino Real, Ciudad de México                         | 18 de mayo de 1974       |
| 1975 | Delia Servín Nieto                                                                    | Sinaloa                | Hotel Camino Real, Ciudad de México                         | 17 de mayo de 1975       |
| 1976 | Carla Jean Evert Reguera †                                                            | Guerrero               | Hotel Camino Real, Ciudad de México                         | 15 de mayo de 1976       |
| 1977 | Felicia Mercado Aguado                                                                | Baja California        | Centro de Convenciones, Acapulco, Guerrero                  | 22 de mayo de 1977       |
| 1978 | Alba Margarita Cervera Lavat                                                          | Yucatán                | Auditorio Nacional, Ciudad de México                        | 28 de mayo de 1978       |
| 1979 | Blanca María Luisa Díaz Tejeda                                                        | Nayarit                | Auditorio Nacional, Ciudad de México                        | 27 de mayo de 1979       |
| 1980 | Ana Patricia Núñez Romero                                                             | Sonora                 | Auditorio Nacional, Ciudad de México                        | 25 de mayo de 1980       |
| 1981 | Judith Grace González Hicks                                                           | Nuevo León             | Auditorio Nacional, Ciudad de México                        | 28 de junio de 1981      |
| 1982 | María del Carmen López Flores                                                         | Distrito Federal       | Centro de Convenciones, Acapulco, Guerrero                  | 30 de mayo de 1982       |
| 1983 | Mónica María Rosas Torres                                                             | Durango                | Centro de Convenciones, Acapulco, Guerrero                  | 28 de mayo de 1983       |
| 1984 | Elizabeth Broden Ibáñez                                                               | Sinaloa                | Auditorio Nacional, Ciudad de México                        | 20 de mayo de 1984       |
| 1985 | Yolanda de la Cruz Cárdenas Avilés                                                    | Sinaloa                | Hotel El Cid, Mazatlán, Sinaloa                             | 11 de abril de 1985      |
| 1986 | Alejandrina Carranza Ancheta                                                          | Sonora                 | Hipódromo Caliente, Tijuana, Baja California                | 11 de mayo de 1986       |
| 1987 | Amanda Beatriz Olivares Phillips                                                      | Puebla                 | Auditorio "Josefa Ortíz de Domínguez", Querétaro, Querétaro | 24 de mayo de 1987       |
| 1988 | Adriana Abascal López-Cisneros                                                        | Veracruz               | Puerto de Veracruz, Veracruz                                |                          |
| 1989 | María de los Ángeles del Rosario Santiago                                             | Tlaxcala               | Centro de Convenciones, Acapulco, Guerrero                  | 23 de julio de 1989      |
| 1990 | María Guadalupe Jones Garay Cedió el título nacional al convertirse en Miss Universo  | Baja California        | Centro de Convenciones, Boca del Río, Veracruz              | 29 de septiembre de 1990 |
| 1990 | Lilia Cristina Serrano Nájera Reemplazó a Lupita cuando se convirtió en Miss Universo | Chiapas                | Centro de Convenciones, Boca del Río, Veracruz              | 29 de septiembre de 1990 |
| 1991 | Mónica Zúñiga Arriaga                                                                 | Hidalgo                | Centro de Convenciones, Acapulco, Guerrero                  | 21 de septiembre de 1991 |
| 1992 | Angelina González Guerrero                                                            | Campeche               | Teatro de la Ciudad, Monterrey, Nuevo León                  | 25 de octubre de 1992    |
| 1993 | Fabiola Pérez Rovirosa                                                                | Chihuahua              | Centro de Convenciones, Villahermosa, Tabasco               | 6 de noviembre de 1993   |
| 1994 | Claudia Hernández Rodríguez                                                           | Nayarit                | Puerto de Veracruz, Veracruz                                | 3 de octubre de 1994     |
| 1995 | Sandra Sosa Nasta                                                                     | Puebla                 | Teatro de la Ciudad, Ciudad de México                       |                          |
| 1996 | Marisol Alonso González                                                               | Chihuahua              | Aeropuerto Internacional, Ciudad de México                  | 30 de noviembre de 1996  |
| 1997 | No se realizó concurso                                                                | No se realizó concurso | No se realizó concurso                                      | No se realizó concurso   |
| 1998 | Adriana Loya Páez                                                                     | Veracruz               | Mazatlán, Sinaloa                                           |                          |
| 1999 | Katia Zulema Chaires Arce                                                             | Chihuahua              | Centro de Espectáculos "Escena", Monterrey, Nuevo León      | 2 de diciembre de 1999   |
| 2000 | Irma Mariana Ríos Franco                                                              | Aguascalientes         | Hotel Buena Vista, San José del Cabo, Baja California Sur   | 10 de junio de 2000      |

### Clasificaciones Estatales
| No. | Estado           | Títulos | Años                                                 |
| 1   | Distrito Federal | 9       | 1954, 1956, 1957, 1959, 1960, 1963, 1968, 1971, 1982 |
| 2   | Chihuahua        | 5       | 1952, 1972, 1993, 1996, 1999                         |
| 2   | Sinaloa          | 5       | 1970, 1974, 1975, 1984, 1985                         |
| 3   | Yucatán          | 3       | 1967, 1973, 1978                                     |
| 4   | Veracruz         | 2       | 1988, 1998                                           |
| 4   | Puebla           | 2       | 1987, 1995                                           |
| 4   | Sonora           | 2       | 1980, 1986                                           |
| 4   | Nayarit          | 2       | 1979, 1994                                           |
| 4   | Baja California  | 2       | 1973, 1978                                           |
| 5   | Aguascalientes   | 1       | 2000                                                 |
| 5   | Campeche         | 1       | 1992                                                 |
| 5   | Hidalgo          | 1       | 1991                                                 |
| 5   | Tlaxcala         | 1       | 1989                                                 |
| 5   | Durango          | 1       | 1983                                                 |
| 5   | Nuevo León       | 1       | 1981                                                 |
| 5   | Guerrero         | 1       | 1976                                                 |
| 5   | Guanajuato       | 1       | 1969                                                 |
| 5   | Tamaulipas       | 1       | 1958                                                 |
| 5   | Jalisco          | 1       | 1953                                                 |

## Representación Internacional

### Miss Universo
- Ganadora
- Finalista
- Semifinalista

| Año  | Representante                             | Estado           | Posición      | Premio/Título         |
| ---- | ----------------------------------------- | ---------------- | ------------- | --------------------- |
| 1994 | Fabiola Pérez Rovirosa                    | Chihuahua        | -             | -                     |
| 1993 | Angelina González Guerrero                | Campeche         | -             | -                     |
| 1992 | Mónica Zúñiga Arriaga                     | Hidalgo          | -             | -                     |
| 1991 | Lupita Jones Garay                        | Baja California  | Ganadora      | -                     |
| 1990 | Marilé del Rosario Santiago               | Tlaxcala         | Top 6         | -                     |
| 1989 | Adriana Abascal López-Cisneros            | Veracruz         | 4.ª Finalista | -                     |
| 1988 | Amanda Olivares Phillips                  | Puebla           | 2.ª Finalista | -                     |
| 1987 | Cynthia Fallon García-Cepeda              | Distrito Federal | -             | -                     |
| 1986 | Connie Carranza Ancheta                   | Sonora           | -             | -                     |
| 1985 | Yolanda de la Cruz Cárdenas               | Sinaloa          | -             | -                     |
| 1984 | Elizabeth Broden Ibáñez                   | Sinaloa          | -             | -                     |
| 1983 | Mónica Rosas Torres                       | Durango          | -             | -                     |
| 1982 | María del Carmen López Flores             | Distrito Federal | -             | -                     |
| 1981 | Judith Grace González Hicks               | Nuevo León       | -             | -                     |
| 1980 | Ana Patricia Núñez Romero                 | Sonora           | -             | -                     |
| 1979 | Blanca María Díaz Tejeda                  | Nayarit          | -             | -                     |
| 1978 | Alba Margarita Cervera Lavat              | Yucatán          | Top 12        | -                     |
| 1977 | Felicia Mercado Aguado                    | Baja California  | -             | -                     |
| 1976 | Carla Jean Evert Reguera †                | Guerrero         | -             | -                     |
| 1975 | Delia Servín Nieto                        | Sinaloa          | -             | -                     |
| 1974 | Lupita Elorriaga Valdez                   | Sinaloa          | -             | -                     |
| 1973 | Gladys Villares Moreno                    | Yucatán          | -             | -                     |
| 1972 | Maricarmen Orozco Quibrera                | Chihuahua        | -             | -                     |
| 1971 | María Luisa López Corzo                   | Distrito Federal | -             | Best National Costume |
| 1970 | Libia Zulema López Montemayor †           | Sinaloa          | -             | -                     |
| 1969 | Gloria Leticia Hernández Martín del Campo | Guanajuato       | -             | -                     |
| 1968 | Perla Aguirre Muñoz                       | Distrito Federal | -             | -                     |
| 1967 | Valentina Vales Duarte                    | Yucatán          | -             | -                     |
| 1965 | Jeanine Acosta Cohen                      | Distrito Federal | -             | -                     |
| 1960 | María Concepción Villar y Dondé           | Distrito Federal | No Compitió   | -                     |
| 1959 | Mirna Eugenia García Dávila               | Distrito Federal | -             |                       |
| 1958 | Leticia Risser Corredor                   | Tamaulipas       | -             | -                     |
| 1957 | Irma Arévalo Toust                        | Distrito Federal | -             | -                     |
| 1956 | Erna Marta Baumann Keller                 | Distrito Federal | Top 15        | -                     |
| 1955 | Yolanda Mayen                             | Baja California  | -             | -                     |
| 1954 | Elvira Castillo Olivera †                 | Distrito Federal | -             | -                     |
| 1953 | Ana Bertha Lepe Jiménez †                 | Jalisco          | 3.ª Finalista | -                     |
| 1952 | Olga Llorens Pérez-Castillo               | Chihuahua        | Top 10        | -                     |

### Miss Mundo
- Ganadora
- Finalista
- Semifinalista

| Año  | Representante                             | Estado           | Posición      | Premio/Título     |
| ---- | ----------------------------------------- | ---------------- | ------------- | ----------------- |
| 1994 | Claudia Hernández Rodríguez               | Nayarit          | -             | -                 |
| 1993 | Elizabeth Margain Rivera                  | Sonora           | -             | -                 |
| 1992 | Carla Lucía Lehman Fernández              | Yucatán          | -             | -                 |
| 1991 | María Cristina Urrutia de la Vega         | Aguascalientes   | -             | -                 |
| 1990 | Luz María Mena Basso                      | Yucatán          | -             | -                 |
| 1989 | Nelia María Ochoa Arteaga                 | Veracruz         | -             | -                 |
| 1988 | Cecilia Cervera Ferrer                    | Tlaxcala         | -             | -                 |
| 1987 | Elizabeth Carrillo Iturrios               | Sinaloa          | -             | -                 |
| 1986 | María de la Luz Velasco Félix             | Baja California  | -             | -                 |
| 1985 | Yolanda Carrillo González                 | Jalisco          | -             | -                 |
| 1984 | Mariana Sofía Urrea Stettner              | Jalisco          | -             | -                 |
| 1983 | Mayra Adela Rojas González                | Oaxaca           | -             | -                 |
| 1982 | Ana Ruth García Jiménez                   | Tabasco          | -             | -                 |
| 1981 | Doris Pontvianne Espinoza                 | Tamaulipas       | Top 15        | Miss Congeniality |
| 1980 | Claudia Mercedes Holley Braum             | Tamaulipas       | -             | -                 |
| 1979 | Roselina Rosas Torres                     | Durango          | Top 15        | -                 |
| 1978 | Martha Eugenia Ortíz Gámez                | Distrito Federal | 3.ª Finalista | Miss Photogenic   |
| 1977 | Elizabeth Aguilar González                | Estado de México | Top 15        | -                 |
| 1976 | Carla Jean Evert Reguera †                | Guerrero         | -             | -                 |
| 1975 | Blanca López Esparza                      | Jalisco          | -             | -                 |
| 1974 | Lupita Elorriaga Valdez                   | Sinaloa          | -             | -                 |
| 1973 | Gladys Rossana Villares Moreno            | Yucatán          | -             | -                 |
| 1972 | Gloria Guadalupe Gutiérrez López          | Guanajuato       | Top 15        | -                 |
| 1971 | Zita Lucía Arellano Zajur                 | Zacatecas        | -             | -                 |
| 1970 | Libia Zulema López Montemayor †           | Sinaloa          | -             | -                 |
| 1969 | Gloria Leticia Hernández Martín del Campo | Guanajuato       | -             | Miss Photogenic   |

### Miss Internacional
- Ganadora
- Finalista
- Semifinalista

| Año  | Representante                         | Estado           | Posición      | Premio/Título         |
| ---- | ------------------------------------- | ---------------- | ------------- | --------------------- |
| 2001 | Irma Mariana Ríos Franco              | Aguascalientes   | -             | -                     |
| 1998 | Karina Patricia Mora Novelo           | Campeche         | -             | -                     |
| 1997 | Marisol Alonso González               | Chihuahua        | -             | -                     |
| 1996 | Sandra Sosa Nasta                     | Puebla           | No Compitió   | -                     |
| 1995 | Marlene de la Garza                   | Tamaulipas       | -             | -                     |
| 1994 | Lilia Elizabeth Huesca Guajardo †     | Tamaulipas       | -             | -                     |
| 1993 | María Cristina Arcos Torres           | Jalisco          | Top 15        | -                     |
| 1992 | María De los Ángeles López            | Veracruz         | -             | -                     |
| 1991 | Lilia Cristina Serrano Nájera         | Chiapas          | Top 15        | Best National Costume |
| 1990 | Elizabeth Cavazos Leal                | Tamaulipas       | -             | -                     |
| 1989 | Erika Salum Escalante                 | Quintana Roo     | Top 15        | -                     |
| 1988 | María Alejandra Merino Ferrer         | Tabasco          | Top 15        | -                     |
| 1987 | Rosa Isela Fuentes Chávez             | Tlaxcala         | 2.ª Finalista | -                     |
| 1986 | Martha Cristiana Merino Ponce de León | Puebla           | 2.ª Finalista | -                     |
| 1985 | Rebecca de Alba Díaz                  | Zacatecas        | -             | -                     |
| 1984 | Adriana Margarita González García     | Hidalgo          | Top 15        | Best National Costume |
| 1983 | Rosalba Chávez Carretero              | Puebla           | -             | -                     |
| 1982 | Norma Patricia Méndez Tornell         | Estado de México | 4.ª Finalista | -                     |
| 1981 | María Fabiola Torres Sarlat           | Yucatán          | -             | -                     |
| 1980 | Narda Sabag Cianca                    | Estado de México | -             | -                     |
| 1979 | Marcela Díaz Portilla                 | Distrito Federal | -             | -                     |
| 1978 | Olga Pescador Sosa                    | Estado de México | -             | -                     |
| 1977 | Ernestina Sodi Miranda †              | Distrito Federal | -             | -                     |
| 1976 | Alejandra Mora Urbina                 | Distrito Federal | -             |                       |
| 1975 | Margarita Vernitz Guajardo            | Distrito Federal | -             | Best National Costume |
| 1974 | Alicia Elena Cardona Ruiz             | Guanajuato       | -             | Miss Friendship       |
| 1973 | Luz del Carmen Bermúdez               | Chiapas          | -             | -                     |
| 1972 | Margarita Julia Martínez              | San Luis Potosí  | -             | -                     |
| 1971 | Carolina Cortázar                     | Distrito Federal | -             | -                     |

### Miss Young International
- Ganadora
- Finalista
- Semifinalista

| Año  | Representante                  | Estado           | Posición      | Premio/Título |
| ---- | ------------------------------ | ---------------- | ------------- | ------------- |
| 1983 | Erika Lorena McBeath Alonso    | Estado de México | -             | -             |
| 1981 | María Eugenia Alamilla Murillo | Tabasco          | -             | -             |
| 1980 | Lorena Medina Hernández        | Campeche         | Top 10        | -             |
| 1979 | Patricia Fojaco Cortez         | Estado de México | -             | -             |
| 1978 | Martha Eugenia Ortiz Gómez     | Distrito Federal | 2.ª Finalista | -             |
| 1977 | María Marcela Saldaña Picos    | Sinaloa          | -             | -             |
| 1976 | María de Jesús Infante         | Michoacán        | -             | -             |
| 1975 | Clara Martens Ortiz            | Estado de México | -             | -             |
| 1974 | Roxana Mercenario Pomeroy      | Estado de México | No Compitió   | -             |
| 1973 | Amalia Fernández Lasso         | Coahuila         | -             | -             |
| 1972 | Ligia Herminia Rincón Ancona   | Yucatán          | -             | -             |
| 1971 | Herminia Guerra Favela         | Durango          | 4.ª Finalista | -             |

### Maja Internacional
- Ganadora
- Finalista
- Semifinalista

| Año  | Representante                         | Estado           | Posición      | Premio/Título      |
| ---- | ------------------------------------- | ---------------- | ------------- | ------------------ |
| 1995 | Claudia Hernández Rodríguez           | Nayarit          | Ganadora      | Mejor Traje Típico |
| 1989 | Patricia Mastache Rodríguez           | Morelos          | Top 10        | -                  |
| 1988 | Cecilia Meneses Nájera                | Chiapas          | -             | -                  |
| 1987 | Rosa Isela Fuentes Chávez             | Tlaxcala         | Top 10        | -                  |
| 1986 | María de Lourdes Loret de Mola Gomory | Yucatán          | 3.ª Finalista | -                  |
| 1985 | Alicia Yolanda Carrillo González      | Jalisco          | -             | -                  |
| 1984 | Mariana Sofía Urrea Stettner          | Jalisco          | -             | -                  |
| 1983 | Roxana Charpenel Figueroa             | Jalisco          | -             | -                  |
| 1982 | Ana María Elena Barba Cervantes       | Jalisco          | -             | -                  |
| 1979 | Ana Rosa Sánchez Mejía                | Jalisco          | 3.ª Finalista | Miss Simpatía      |
| 1978 | María Martha Collignon Goribar        | Jalisco          | -             | -                  |
| 1977 | Eva Mariagna Prats Donovan            | Morelos          | 1.ª Finalista | Miss Popularidad   |
| 1973 | Mirtha Dalia Liquidano Rodríguez      | Distrito Federal | -             | -                  |

### Reina Panamericana de la Belleza
- Ganadora
- Finalista
- Semifinalista

| Año  | Representante                  | Estado              | Posición      | Premio/Título |
| ---- | ------------------------------ | ------------------- | ------------- | ------------- |
| 1985 | María de los Ángeles Dorantes  | Veracruz            | -             | -             |
| 1984 | Ivette Elizondo Stivalet       | Distrito Federal    | -             | -             |
| 1983 | Liza Ramírez Ruairt            | Baja California Sur | -             | -             |
| 1982 | Lileni Pérez Hernández         | Campeche            | -             | -             |
| 1977 | Silvia Patricia Ledezma        | Querétaro           | -             | -             |
| 1976 | Alejandra Mora Urbina          | Distrito Federal    | -             | -             |
| 1973 | Silvia Lorena Manríquez Flores | Distrito Federal    | 2.ª Finalista | -             |

### Reina Internacional del Café
- Ganadora
- Finalista
- Semifinalista

| Año  | Representante                       | Estado           | Posición      | Premio/Título |
| ---- | ----------------------------------- | ---------------- | ------------- | ------------- |
| 1996 | Sandra Rocío Pardo González         | Veracruz         | -             | -             |
| 1995 | Lucía Santiago Huesca               | Veracruz         | -             | -             |
| 1994 | Marissa Reubena Russell Marcova     | Distrito Federal | -             | -             |
| 1993 | Patricia Campos Hernández           | Morelos          | 3.ª Finalista | -             |
| 1991 | Adriana Castillo Rivero             | Morelos          | -             | -             |
| 1989 | Zulma Lauriola Verdusco Canett      | Baja California  | -             | -             |
| 1988 | María del Carmen Rodríguez Vázquez  | Veracruz         | -             | -             |
| 1987 | Karen Antuaneth Hack Bobalilla      | Hidalgo          | -             | -             |
| 1985 | Patricia Aguirre Rodríguez          | Zacatecas        | -             | -             |
| 1984 | María Eugenia Maldonado Vázquez     | Sonora           | 1.ª Finalista | -             |
| 1983 | Carmen Lorena León García           | Yucatán          | Virreina      | -             |
| 1982 | Laura Yolanda González Aguirre      | Baja California  | -             | -             |
| 1981 | Ana Patricia Nuñez Romero           | Sonora           | Virreina      | -             |
| 1976 | Martha Edith Morris Garza           | Tamaulipas       | -             | -             |
| 1975 | Roxana Mercenario Pomeroy           | Estado de México | -             | -             |
| 1974 | María del Rosario González González | San Luis Potosí  | -             | -             |

### Miss Intercontinental
- Ganadora
- Finalista
- Semifinalista

| Año  | Representante                       | Estado           | Posición      | Premio/Título         |
| ---- | ----------------------------------- | ---------------- | ------------- | --------------------- |
| 1993 | Elena Reidman Salido                | Distrito Federal | -             | -                     |
| 1990 | Brenda Yamilé Jiménez Loya          | Nuevo León       | 2.ª Finalista | Miss Photogenic       |
| 1983 | Luz María Arias Ochoa               | Distrito Federal | Top 12        |                       |
| 1982 | Landy Ivone Bretón Loeza            | Hidalgo          | -             | -                     |
| 1981 | Lourdes Escalante del Águila        | Sonora           | -             | Best National Costume |
| 1980 | Claudia Mercedes Holley Braum       | Tamaulipas       | Top 12        | -                     |
| 1978 | María del Carmen Montesinos Alcázar | Oaxaca           | -             | -                     |
| 1977 | Guadalupe Martínez González         | Nuevo León       | Top 12        | -                     |
| 1976 | Patricia Martínez Rivera            | Coahuila         | Top 19        | -                     |

### Miss Nations
- Ganadora
- Finalista
- Semifinalista

| Año  | Representante               | Estado     | Posición      | Premio/Título |
| ---- | --------------------------- | ---------- | ------------- | ------------- |
| 1981 | Judith Grace González Hicks | Nuevo León | 4.ª Finalista | -             |

### Miss América Latina
- Ganadora
- Finalista
- Semifinalista

| Año  | Representante                   | Estado       | Posición      | Premio/Título |
| ---- | ------------------------------- | ------------ | ------------- | ------------- |
| 1999 | Paola Gabriela Barba Durán      | Guanajuato   | -             | -             |
| 1998 | Rosa Esther Manríquez Castillo  | Chihuahua    | 2.ª Finalista | -             |
| 1996 | Eri Ruvalcabaka                 | Chihuahua    | -             | -             |
| 1994 | Ana Patricia Zerboni            | Quintana Roo | 2.ª Finalista | -             |
| 1989 | Angélica Rendón Moreno          | Sonora       | -             | -             |
| 1987 | Lorenia Burruel Márquez         | Sonora       | Ganadora      | -             |
| 1986 | María Guadalupe Aranda González | Guanajuato   | Top 10        | -             |
| 1985 | Luz Cristina Pérez Pérez        | Sinaloa      | -             | -             |
| 1984 | Elizabeth Carrillo Iturrios     | Sinaloa      | 3.ª Finalista | -             |

### Miss Asia Pacific
- Ganadora
- Finalista
- Semifinalista

| Año  | Representante                     | Estado           | Posición      | Premio/Título                        |
| ---- | --------------------------------- | ---------------- | ------------- | ------------------------------------ |
| 2000 | Michelle Chen Araujo              | Guerrero         | -             | -                                    |
| 1999 | Nora Hilda González Camacho       | Tamaulipas       | Top 10        | -                                    |
| 1998 | Gloria Adriana Suárez Orantes     | Chiapas          | -             | -                                    |
| 1995 | Brenda Montserrat Miranda Hijar † | Distrito Federal | -             | -                                    |
| 1994 | Karla Contreras Estrada           | Michoacán        | 1.ª Finalista | Best in Long Gown                    |
| 1993 | María Teresa López Tarín          | Guanajuato       | 3.ª Finalista | -                                    |
| 1992 | Sofía Barrero                     | Estado de México | Top 12        | Best National Costume                |
| 1989 | Gladys América López Ibarra       | Sinaloa          | Top 12        | -                                    |
| 1988 | Elsy Guadalupe Aceves Gurrola     | Jalisco          | 1.ª Finalista | Best in Long Gown                    |
| 1987 | Ana Corina Burgos del Río         | Baja California  | 1.ª Finalista | Miss Friendshp Best National Costume |
| 1986 | Zoila Cárdenas Camarena           | Jalisco          | -             | -                                    |
| 1985 | Lina Santos Otamendi              | Coahuila         | Top 12        | -                                    |
| 1984 | María Fernanda Quintana Martínez  | Estado de México | -             | -                                    |

### Reina Mundial del Banano
- Ganadora
- Finalista
- Semifinalista

| Año  | Representante                     | Estado              | Posición      | Premio/Título |
| ---- | --------------------------------- | ------------------- | ------------- | ------------- |
| 1994 | Blanca Talía Gómez Basurto        | Estado de México    | -             | -             |
| 1993 | Yadira Yesenia Ríos García        | Tamaulipas          | Ganadora      | -             |
| 1992 | Mónica Aída González Mejía        | Jalisco             | 3.ª Finalista | -             |
| 1990 | Luz Angélica Ruiz Velasco Padilla | Aguascalientes      | Ganadora      | -             |
| 1989 | Karime Patricia Favela Contreras  | Campeche            | -             | -             |
| 1988 | Claudia Anel López Romero         | Baja California Sur | -             | -             |
| 1987 | Laura Fojaco Cortez               | Tabasco             | -             | -             |

### Miss Wonderland
- Ganadora
- Finalista
- Semifinalista

| Año  | Representante                      | Estado         | Posición      | Premio/Título |
| ---- | ---------------------------------- | -------------- | ------------- | ------------- |
| 1989 | Luz Angélica Ruiz Velasco Padilla  | Aguascalientes | 2.ª Finalista | -             |
| 1988 | María del Carmen Rodríguez Vázquez | Veracruz       | -             | -             |
| 1987 | Irasema Guzmán Segovia             | Nuevo León     | -             | -             |

### Miss Globe International
- Ganadora
- Finalista
- Semifinalista

| Año  | Representante                       | Estado   | Posición | Premio/Título |
| ---- | ----------------------------------- | -------- | -------- | ------------- |
| 1991 | Aleida Guadalupe Espinoza Moreno    | Sinaloa  | -        | -             |
| 1990 | Norma Alicia Lugo Báez              | Sinaloa  | -        | -             |
| 1989 | María del Rosario Simancas Espinosa | Sinaloa  | -        | -             |
| 1988 | Rosa Isela Fuentes Chávez           | Tlaxcala | -        | -             |

### Miss Hispanidad Internacional
- Ganadora
- Finalista
- Semifinalista

| Año  | Representante                         | Estado    | Posición      | Premio/Título |
| ---- | ------------------------------------- | --------- | ------------- | ------------- |
| 1995 | Fabiola Pérez Rovirosa                | Chihuahua | Ganadora      |               |
| 1994 | Silvia Alicia Solís Trasancos         | Veracruz  | 4.ª Finalista | -             |
| 1993 | María del Socorro Reyna Fierro Flores | Chihuahua | -             | -             |
| 1992 | Mónica Patricia Monreal Vidales       | Sonora    | Ganadora      | -             |
| 1991 | Carolina Bringas Hernández            | Veracruz  | 1.ª Finalista | -             |
| 1990 | Nelia María Ochoa Arteaga             | Veracruz  | -             | -             |
| 1989 | Luz del Carmen Favela Meraz           | Campeche  | -             | -             |
| 1988 | Adriana Pardo Torres                  | Michoacán | -             | -             |

### Best Model of the World
- Ganadora
- Finalista
- Semifinalista

| Año  | Representante               | Estado       | Posición | Premio/Título |
| ---- | --------------------------- | ------------ | -------- | ------------- |
| 1999 | Nubia Mirella Gallegos Lara | Chihuahua    | -        | -             |
| 1990 | Erika Salum Escalante       | Quintana Roo | -        | -             |

### Miss Model of the World
- Ganadora
- Finalista
- Semifinalista

| Año  | Representante           | Estado  | Posición | Premio/Título   |
| ---- | ----------------------- | ------- | -------- | --------------- |
| 1990 | Zoila Cárdenas Camarena | Jalisco | Top 15   | Miss Friendship |

### Miss Charm
- Ganadora
- Finalista
- Semifinalista

| Año  | Representante          | Estado | Posición | Premio/Título |
| ---- | ---------------------- | ------ | -------- | ------------- |
| 1990 | Angélica Rendón Moreno | Sonora | -        | -             |

### Queen of the Year International
- Ganadora
- Finalista
- Semifinalista

| Año  | Representante                             | Estado     | Posición      | Premio/Título |
| ---- | ----------------------------------------- | ---------- | ------------- | ------------- |
| 1997 | Kasteny de la Vega Vázquez                | Veracruz   | Ganadora      | -             |
| 1995 | Phegda Guadalupe Becerra                  | Chiapas    | -             | -             |
| 1994 | Susana Gálvez Escobedo                    | Nuevo León | 3.ª Finalista | -             |
| 1993 | Flor María de los Ángeles González Moguel | Tabasco    | -             | -             |

### World Miss University
- Ganadora
- Finalista
- Semifinalista

| Año  | Representante                         | Estado   | Posición | Premio/Título |
| ---- | ------------------------------------- | -------- | -------- | ------------- |
| 1997 | Carmen Sofía Carmen Chacón            | Sonora   | -        | -             |
| 1996 | Sandra Irene Destenave Fernández      | Coahuila | -        | -             |
| 1995 | María Teresa Aragón                   | Jalisco  | -        | -             |
| 1993 | Angelina del Carmen González Guerrero | Campeche | -        | -             |